# Jason Taylor
Jason Paul Taylor (Pittsburgh, Pensilvania, 1 de septiembre de 1974) es un exjugador de fútbol americano en las posiciones de ala defensivo y apoyador quien pasó la mayor parte de su carrera para los Miami Dolphins de la National Football League (NFL). Durante su carrera de 15 años, Taylor jugó para los Dolphins en tres ocasiones separadas (1997–2007, 2009, 2011), también jugó una temporada para los Washington Redskins (2008) y otra para los New York Jets (2010). Taylor es el segundo de todos los tiempos en balones sueltos forzados con 48, y está empatado por el récord de la NFL por recuperaciones de balón suelto (junto a Jim Marshall) con 29. Es el séptimo en la lista de sack de carrera de todos los tiempos con 139.5 sacks y es el líder absoluto en touchdowns con 6, y en las intercepciones devueltas para touchdowns por un liniero defensivo con 3, mientras que sus 246 yardas de devolución son la cuarta más alta en toda la historia de la NFL. Con 9 touchdowns defensivos de carrera anotados, él es también el líder de todos los tiempos en esa categoría por linemen defensivos. Él anunció oficialmente su retiro el 28 de diciembre de 2011.
Taylor fue un letterman de cuatro años y un abridor de tres años para el Akron Zips de la Universidad de Akron antes de ser reclutado en la tercera ronda, la decimotercera selección (73.º general), en el Draft de la NFL de 1997 por Miami.
Una selección de seis veces Pro Bowl y cuatro veces primer equipo All-Pro, Taylor fue nombrado el Jugador Defensivo de la NFL del Año en 2006, y también nombró a Walter Payton Hombre del Año en 2007. Fue elegido al Salón de la Fama del Fútbol Americano Profesional en 2017, siendo uno de los cuatro jugadores de los Dolphins elegidos en su primer año de elegibilidad (Dan Marino, Jim Langer, Paul Warfield).

## Primeros años
Jason Taylor creció alrededor de Pittsburgh, Pensilvania y jugó fútbol de la escuela secundaria para Woodland Hills High School. Taylor es uno de los muchos jugadores en llegar a la NFL desde el exitoso programa de fútbol liderado por el entrenador George Novak en Woodland Hills. Taylor fue educado en el hogar desde los grados 10 a 12.

## Carrera universitaria
Mientras asistía a la Universidad de Akron, Taylor fue un letterman de cuatro años y tres años de arranque para el equipo de fútbol Akron Zips. Él registró 279 tackleos, 21 sacks, siete balones recuperados, y tres intercepciones en su carrera universitaria. Fue un dos veces primer equipo All-Mid-American Conference selección como un junior y senior, así como una selección de All-America como un junior. Como un junior, él jugó como apoyador del weakside y se movió al extremo defensivo izquierdo como un senior. En 1996 ganó el título de Jugador Defensivo Nacional de la Semana por su actuación contra Virginia Tech cuando publicó 12 tacleadas, dos sacks, dos recuperaciones de balón suelto, tres paradas por derrota y atacó a un regreso de punta en la zona de anotación para un safety.
Taylor también jugó para el equipo de Akron Zips de baloncesto masculino. En 2004, se convirtió en la tercera persona incluida en el Akron's Ring of Honor. Se especializó en ciencia política y justicia penal.

## Carrera profesional

### Primera temporada con los Dolphins
Taylor fue reclutado por los Miami Dolphins en la tercera ronda (73.ª selección general) de la NFL Draft 1997. Taylor firmó un acuerdo de cuatro años por un valor aproximado de 1,3 millones de dólares en julio de 1997. Desde allí se estableció como uno de los primeros defensivos en la liga. Se convirtió en titular en su temporada de novatos y registró cinco sacks y obligó a dos balones sueltos.
La siguiente temporada, 1998, Taylor realizó nueve sacks y bateó ocho pases. En 1999 Taylor agarró la primera de sus ocho intercepciones de la carrera en la NFL.

#### 2000–2003
El 15 de abril de 2000, Taylor, un agente libre restringido, recibió una licitación de un año que le ganó $1.027 millones en 2000. Taylor respondió con 73 tackleos, 14.5 sacks y 6 pases golpeados por los Dolphins esa temporada. Su actuación fue recompensada con su primera selección en el Pro Bowl.
El 24 de julio de 2001, firmó un contrato de seis años y $42 millones para permanecer con los Dolphins. El nuevo contrato reemplazó el contrato por un año, de $ 5.39 millones que los Dolphins ofrecieron a Taylor en febrero de 2001, cuando fue designado su jugador franquiciado. En 2001, Taylor registró 71 tackleos (siete por pérdida), 8,5 sacks y eliminó ocho pases.
En 2002, Taylor lideró la NFL y empató el récord del equipo Dolphin con 18.5. También forzó siete balones sueltos y derribó ocho pases más para ir con sus 69 tackleos. Él fue un consenso All-Pro selección y regresó a la Pro Bowl. La siguiente temporada (2003) Taylor siguió sus actuaciones de All-Pro con una temporada de 13 sacks.

#### 2004–2005
El 1 de marzo de 2004, los Dolphins, en un esfuerzo por crear más espacio de límite salarial, acordaron una extensión de contrato de tres años con Taylor. La extensión puso a Taylor bajo contrato durante la temporada 2009. El nuevo acuerdo (que reemplazó a su contrato de 6 años y 42 millones de dólares que estaba programado para expirar en 2006) fue de $45 millones en las temporadas 2004-2009, incluyendo casi $10 millones garantizados en 2004. En 2004 Taylor tuvo 68 tackleos, 9.5 sacks, bateó 11 pases y recogió un pase. Él lo siguió con un 73 tackleos, 12 sacks mostrados en 2005. También derribó 10 pases y forzó cuatro balones sueltos.

#### 2006
Taylor disfrutó de uno de los mejores años de su carrera en el 2006 cuando registró 13.5 sacks, 10 balones sueltos forzados, 2 recuperaciones de balón suelto y dos intercepciones (ambas fueron devueltas para touchdowns), un esfuerzo que resultó en su selección como el Jugador Defensivo del Año de la NFL en 2006. El 5 de enero de 2007, Taylor recibió veintidós votos de un panel de cincuenta periodistas deportivos y difusores que cubren la NFL. Taylor venció al esquinero de los Denver Broncos, Champ Bailey, quien recibió dieciséis votos. Shawne Merriman recibió seis votos, y el ganador del premio en 2005, Brian Urlacher de los Chicago Bears, recibió cuatro votos. Taylor también fue nombrado un consenso All-Pro por segunda vez en su carrera.

#### 2007
En 2007 Taylor alcanzó dos dígitos en sacks por sexta vez en su carrera y eligió otro pase (el séptimo de su carrera, y el tercero volvió para un TD). Cinco de sus FRs ha regresado para TDs, que es un récord de la NFL compartido con el ex apoyador de los Atlanta Falcons, Jessie Tuggle. Con ocho TD defensivas de carrera (tres en retornos de INT, cinco en devoluciones de FR), Taylor se convirtió en el líder de todos los tiempos en touchdowns defensivos anotados por un liniero defensivo. Él también ha registrado dos safeties de carrera y tiene dos bloques de la meta en el campo de carrera.
En 2007 Taylor fue votado como el mejor del equipo de todos los tiempos de Miami Dolphins en una encuesta hecha a los fanáticos de los Dolphins. Él fue una selección del primer equipo en el lado defensivo junto con Bill Stanfill.

### Washington Redskins

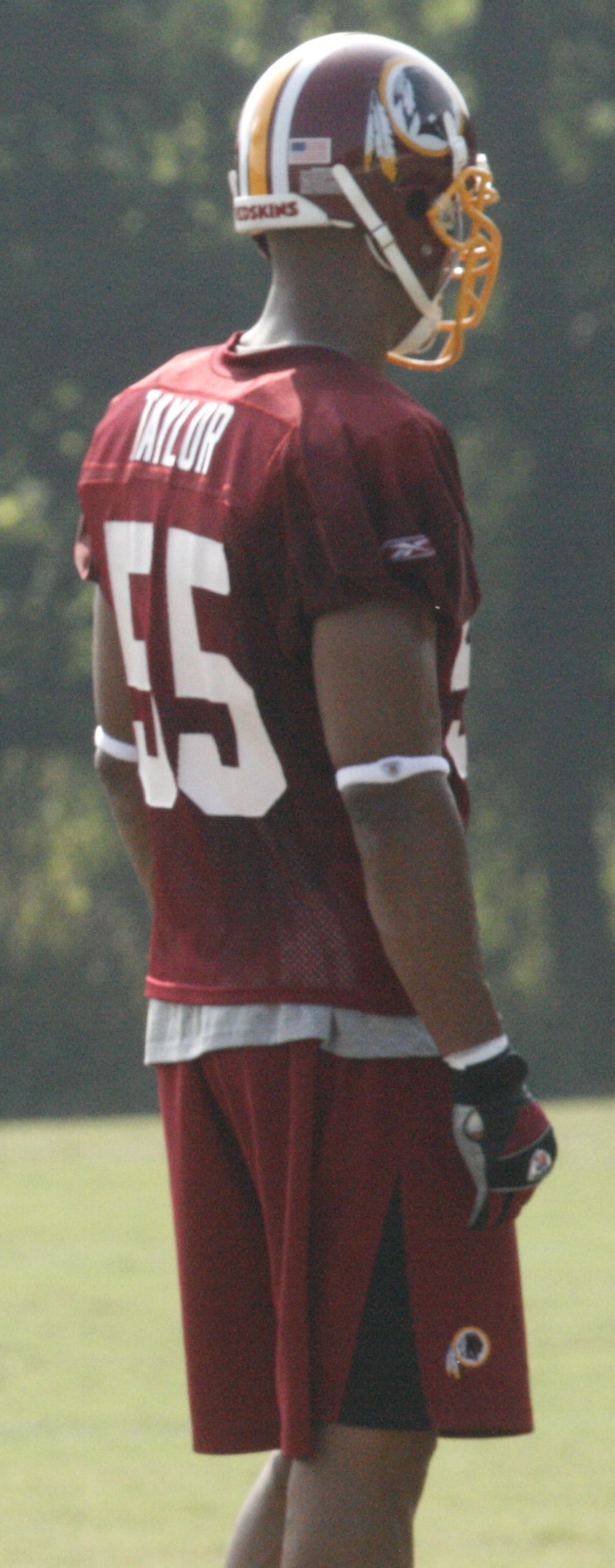
Taylor durante el campo de entrenamiento de los Redskins en 2008.

El Gerente general de Miami Dolphins, Jeff Ireland,  admitió que hubo discusiones comerciales sobre el veterano defensor del extremo Taylor. El entrenador de Jacksonville Jaguars, Jack Del Rio, reconoció haber hablado con los  Dolphins sobre «Taylor, Tenían un precio determinado en mente y nadie en la liga estaba interesado en ese precio». El lunes 28 de abril de 2008, The Miami Herald informó que el presidente de los Dolphin, Bill Parcells, estar disgustado de que Taylor omitió los entrenamientos voluntarios de los Dolphins fuera de temporada para estar en Dancing with the Stars y que cuando «Taylor entró en una habitación donde Parcells estaba viendo una cinta, Parcells lo ignoró». Taylor se reportó como «indignado».  Irlanda, el domingo 27 de abril de 2008, dijo que los Dolphins quieren a Taylor de vuelta para la temporada 2008 y lo consideran como un líder de equipo.
El sábado 26 de abril de 2008, el St. Petersburg Times informó que los Tampa Bay Buccaneers habían acordado intercambiar por lo menos una selección de segunda ronda, y tal vez otros, a los Dolphins por Taylor. Sin embargo, cuando la selección de la segunda ronda fue cambiada a Jacksonville, el periódico eliminó la historia de su sitio web. El entrenador de Buccaneers, Jon Gruden, cuando se le preguntó sobre las conversaciones comerciales, dijo: «Ha habido algunos rumores comerciales y no creo que somos diferentes de nadie. Cuando estás hablando de jugadores de alto perfil, vamos a coger el teléfono y ver qué está pasando. Es parte de nuestro trabajo».
El 20 de julio de 2008, Taylor fue cambiado a los Washington Redskins por una selección de segunda ronda en 2009 y una selección de sexta ronda en 2010. El comercio se produjo después de que los Redskins perdieron dos defensivos - Phillip Daniels y Alex Buzbee - a las lesiones de final de temporada en el primer día de campo de entrenamiento.
El 2 de marzo de 2009, Taylor fue liberado por los Washington Redskins por negarse a participar en programas de acondicionamiento fuera de temporada después de afirmar que quería estar más cerca de su familia en Florida.

### Segunda temporada con los Dolphins

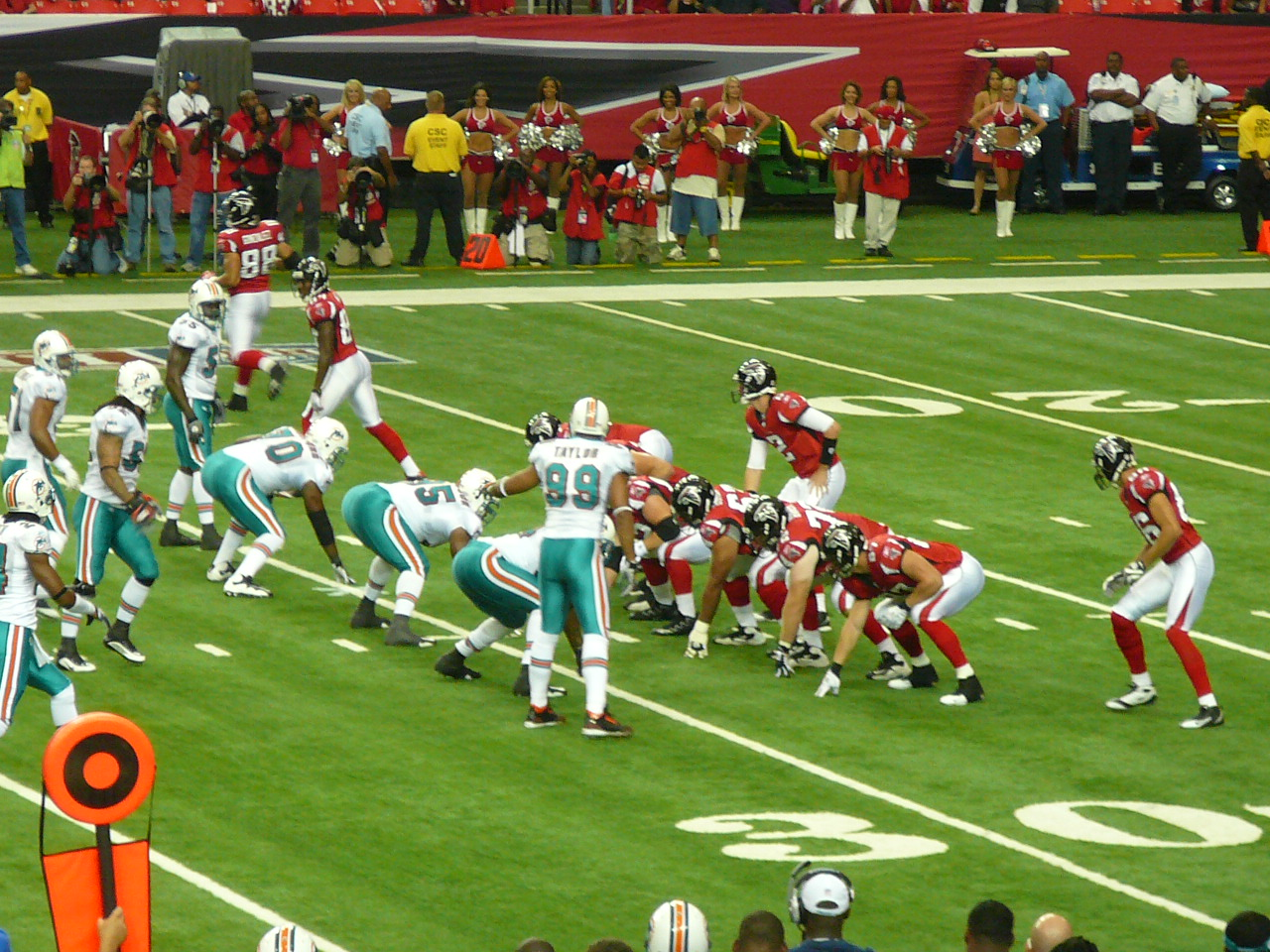
Taylor (#99) jugando pora los Dolphins en 2009.

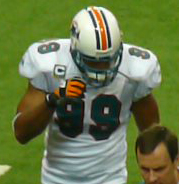
Taylor con los Dolphins en 2009

El 13 de mayo de 2009, Taylor firmó un acuerdo de un año con los Miami Dolphins por $1.1 millones con $400.000 en incentivos. El 1 de noviembre, Taylor fijó el récord de la NFL para la mayoría de los retornos de balón suelto para un touchdown con un retorno de 48 yardas contra los rivales de los Dolphins, los New York Jets, y amplió su récord de NFL de la mayoría de los touchdowns defensivos anotados por un liniero defensivo con 9 (6 en retornos de balón suelto, 3 en retornos de interceptación). En un partido contra Tampa Bay, Taylor también registró su octava y última interceptación de carrera, que es el segundo en todos los tiempos para un liniero defensivo.

### New York Jets
Taylor firmó con los New York Jets el 20 de abril de 2010, a un contrato de dos años de hasta $13 millones con $2.5 millones garantizados. El 19 de septiembre de 2010, destituyó al mariscal de campo de los New England Patriots, Tom Brady, dándole 128.5 sacks en su carrera, el décimo más alto en la historia de la NFL. Con 132.5 sacks al final de la temporada regular, estuvo empatado en la octava mayoría de los sacos en una carrera con el apoyador Lawrence Taylor y el ala defensiva Leslie O'Neal. El 23 de enero de 2011, Taylor jugó en su primer juego del campeonato de la conferencia en su carrera de 14 años y registró 2 tackles mientras que los Jets perdieron, 24-19, contra los Pittsburgh Steelers, cayendo un juego corto del Super Bowl por segundo año consecutivo.
Después de una temporada mediocre con el equipo, los Jets dejaron Taylor el 28 de febrero de 2011. Firmó con los Miami Dolphins para la temporada 2011 por una tercera temporada.

### Tercera temporada con los Dolphins

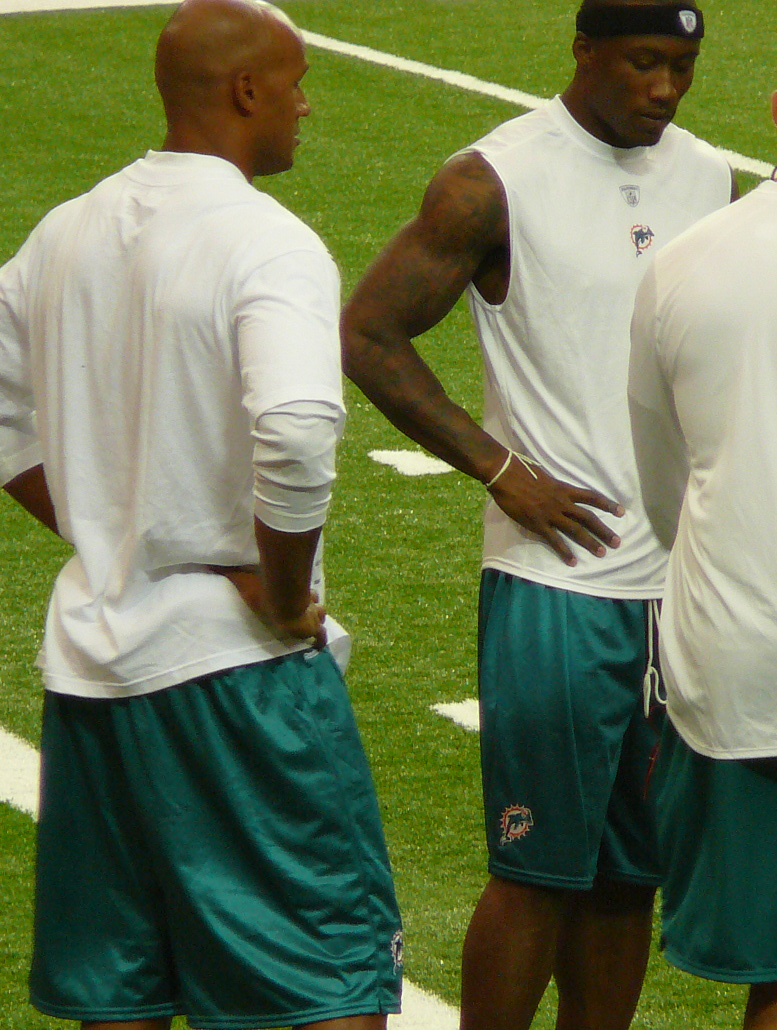
Taylor (izquierda) con el receptor abierto de los Dolphins, Brandon Marshall, en 2011.

El 1 de agosto de 2011, Taylor firmó con los Miami Dolphins para una tercera temporada. Durante una derrota ante los Philadelphia Eagles, Jason Taylor hizo sacks a Michael Vick dos veces dándole siete sacks en el año, y también le dio la sexta mayoría de sacks en la historia de la NFL con 139.5, justo por delante de John Randle y Richard Dent.

### Retiro y carrera de radiodifusión
El 28 de diciembre de 2011, Taylor anunció que se retiraría al final de la temporada 2011. Jugó su último partido el 1 de enero de 2012, en una victoria 19-17 contra los New York Jets. En el juego Taylor casi devolvió un balón suelto para un touchdown, antes de que se anulara la partitura. Después de que el juego terminó, Taylor fue llevado ceremoniosamente fuera del campo por sus compañeros de equipo.
Taylor apareció como analista invitado para NFL Live el 6 de junio de 2011. El 6 de junio de 2012, se anunció que se uniría a ESPN como analista para contribuir a NFL Live, SportsCenter, NFL32 y NFL Countdown los domingos y lunes. Taylor es miembro de la junta directiva de la NFL Foundation.
El 14 de octubre de 2012, Taylor junto con su compañero de equipo Zach Thomas, se convirtieron en los miembros 23 y 24 para ser incluido en el Miami Dolphins Honor Roll.
El 4 de febrero de 2017, Taylor fue elegido al Salón de la Fama del Fútbol Americano Profesional en su primer año de elegibilidad, convirtiéndose en el décimo Miami Dolphin en entrar en Canton, y el quinto Miami Dolphin (uniéndose a Paul Warfield, Jim Langer, Don Shula y Dan Marino) en hacerlo en su primer año de elegibilidad.

### Premios
Taylor ha ganado numerosos premios a lo largo de su carrera, incluyendo el premio al Jugador Defensivo de la NFL 2006 del Año y el Premio Walter Payton al Hombre del Año en 2007, el único honor de la liga que reconoce tanto los logros en el campo como las contribuciones fuera de él. Taylor es también un seis veces seleccionado del Pro Bowl (2000, 2002, 2004-2007), cuatro veces Primer o Segundo Equipo All-Pro (2000-2002, 2006), dos veces Liderador Defensivo de la Asociación de Antiguos Alumnos de la NFL del Año (2005, 2006), y la Asociación de Antiguos Alumnos de la NFL del Año (2000).
Taylor también ha ganado el premio «Jugador Defensivo de la Semana de la AFC» siete veces, que es el quinto más alto hecho por un jugador defensivo, por las siguientes actuaciones:
- 13/10/02 vs. Denver: 5 tackleos, 2 sacks, 1 FF
- 15/12/02 vs. Oakland: 8 tackleos, 3 sacks, 2 FFs
- 23/11/03 vs. Washington: 9 tackleos, 2 sacks
- 28/11/04 vs. San Francisco: 7 tackleos, 3 sacks, 1 FF, 1 FR
- 27/11/05 vs. Oakland: 6 tackleos, 3 sacks, 1 FF, 1 FR, 1 safety
- 05/11/06 vs. Chicago: 3 tackleos, 1 sack, 1 FF, 1 INT devuelto para un TD
- 19/11/06 vs. Minnesota: 4 tackleos, 1 sack, 2 FFs, 1 INT devuelto para un TD

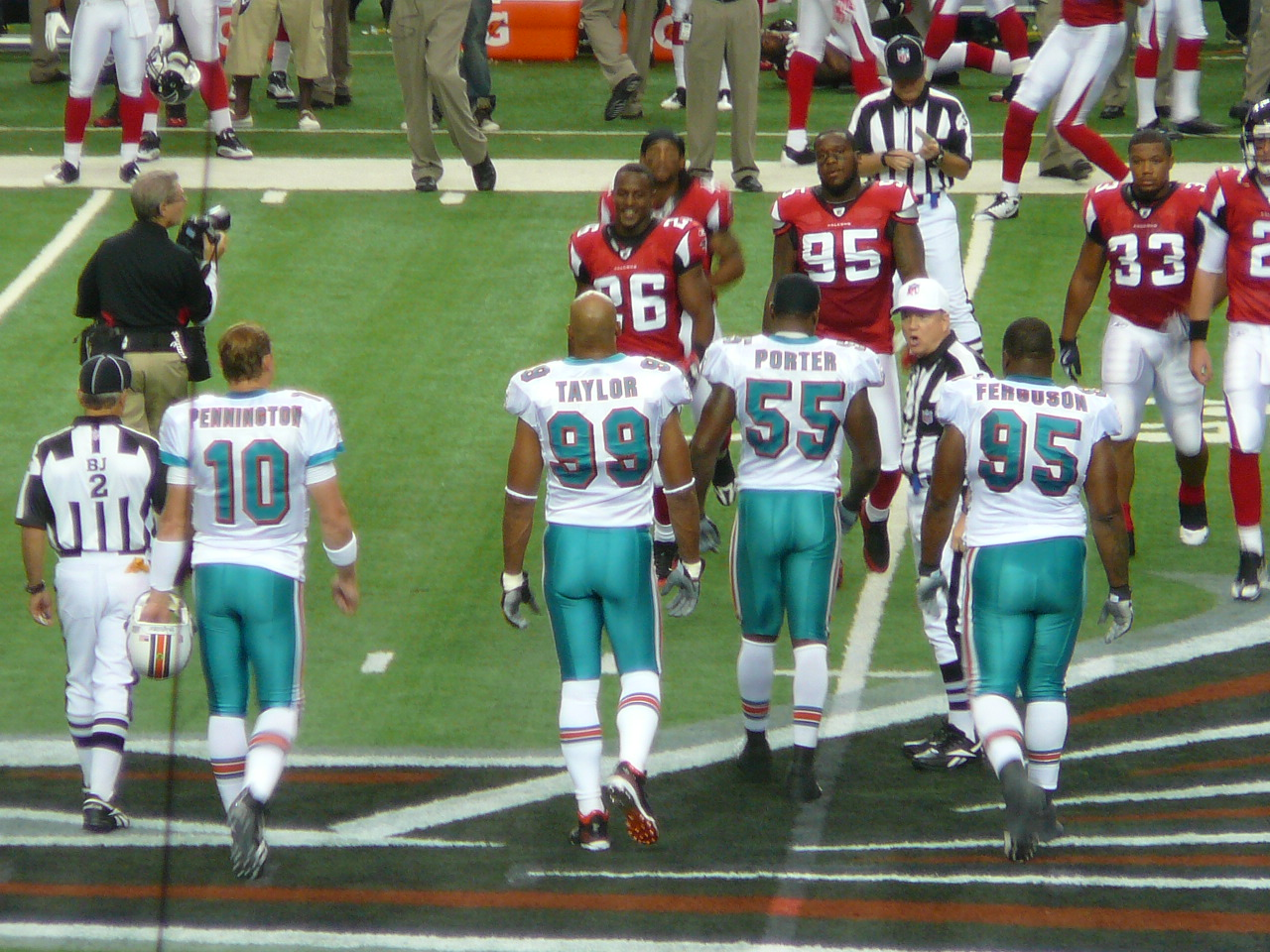
Taylor (# 99) con los capitanes del equipo de 2009 de los Dolphins, Chad Pennington, Joey Porter y Jason Ferguson.

Junto con ganar siete premios «Jugador Defensivo de la Semana de AFC», Taylor ha ganado tres premios «Jugador Defensivo del Mes de NFC/AFC», que es el tercero hecho por un jugador defensivo de todos (detrás de Bruce Smith y John Randle) por Las siguientes actuaciones:
- Octubre de 2002 - 15 tackleos, 4 sacks, 2 FFs
- Noviembre de 2002 - 15 tackleos, 5.5 sacks, 1 FF
- Noviembre de 2006 - 9 tackleos, 2 sacks, 3 FFs, 2 INTs devuelto para un TDs, 1 bloqueó FG

Taylor también ha ganado numerosos premios de equipo, incluyendo el Premio al Recién Llegado de los Dolphins (1997), el premio MVP del Equipo «Dan Marino» al récord de cuatro veces (2000, 2002, 2004, 2006), y cuatro veces el Premio al Liderazgo de Equipo «Don Shula» (2002, 2006-2007, 2009).

### Estadísticas de la NFL
| Año     | Equipo  | Juegos | Juegos | Tackleos | Tackleos | Tackleos | Tackleos | Balones suelto | Balones suelto | Balones suelto | Balones suelto | Intercepciones | Intercepciones | Intercepciones | Intercepciones | Intercepciones | Intercepciones |
| Año     | Equipo  | G      | GS     | Comb     | Total    | Ast      | Sacks    | FF             | FR             | Yds            | TD             | Int            | Yds            | Promedio       | Largo          | TD             | PD             |
| ------- | ------- | ------ | ------ | -------- | -------- | -------- | -------- | -------------- | -------------- | -------------- | -------------- | -------------- | -------------- | -------------- | -------------- | -------------- | -------------- |
| 1997    | MIA     | 13     | 11     | 39       | 27       | 12       | 5.0      | 2              | 2              | 0              | 0              | 0              | 0              | 0              | 0              | 0              | 4              |
| 1998    | MIA     | 16     | 15     | 50       | 34       | 16       | 9.0      | 3              | 0              | 0              | 0              | 0              | 0              | 0              | 0              | 0              | 8              |
| 1999    | MIA     | 15     | 15     | 40       | 24       | 16       | 2.5      | 0              | 2              | 4              | 1              | 1              | 0              | 0              | 0              | 0              | 4              |
| 2000    | MIA     | 16     | 16     | 66       | 37       | 29       | 14.5     | 2              | 4              | 29             | 1              | 1              | 2              | 2              | 2              | 0              | 6              |
| 2001    | MIA     | 16     | 16     | 70       | 47       | 23       | 8.5      | 4              | 4              | 7              | 1              | 1              | 4              | 4              | 4              | 0              | 7              |
| 2002    | MIA     | 16     | 16     | 69       | 45       | 24       | 18.5     | 7              | 2              | 5              | 0              | 0              | 0              | 0              | 0              | 0              | 8              |
| 2003    | MIA     | 16     | 16     | 57       | 37       | 20       | 13.0     | 3              | 2              | 34             | 1              | 0              | 0              | 0              | 0              | 0              | 2              |
| 2004    | MIA     | 16     | 16     | 67       | 40       | 27       | 9.5      | 2              | 3              | 1              | 0              | 1              | -3             | -3             | -3             | 0              | 10             |
| 2005    | MIA     | 16     | 16     | 74       | 52       | 22       | 12.0     | 4              | 2              | 85             | 1              | 0              | 0              | 0              | 0              | 0              | 9              |
| 2006    | MIA     | 16     | 16     | 61       | 41       | 20       | 13.5     | 10             | 2              | 33             | 0              | 2              | 71             | 36             | 51             | 2              | 10             |
| 2007    | MIA     | 16     | 16     | 56       | 47       | 9        | 11.0     | 4              | 3              | 0              | 0              | 1              | 36             | 36             | 36             | 1              | 4              |
| 2008    | WSH     | 13     | 8      | 29       | 21       | 8        | 3.5      | 1              | 0              | 0              | 0              | 0              | 0              | 0              | 0              | 0              | 9              |
| 2009    | MIA     | 16     | 15     | 42       | 33       | 9        | 7.0      | 3              | 1              | 48             | 1              | 1              | 0              | 0              | 0              | 0              | 5              |
| 2010    | NYJ     | 16     | 5      | 36       | 25       | 11       | 5.0      | 2              | 2              | 0              | 0              | 0              | 0              | 0              | 0              | 0              | 6              |
| 2011    | MIA     | 16     | 2      | 18       | 13       | 5        | 7.0      | 1              | 0              | 0              | 0              | 0              | 0              | 0              | 0              | 0              | 2              |
| Carrera | Carrera | 233    | 199    | 774      | 523      | 251      | 139.5    | 48             | 29             | 246            | 6              | 8              | 110            | 14             | 51             | 3              | 94             |

## Dancing with the Stars
Taylor fue un concursante en la temporada 6 del programa de baile Dancing with the Stars, siendo emparejado con la bailarina profesional Edyta Śliwińska. La pareja llegó a la final el 20 de mayo de 2008, terminando en el segundo puesto tras los ganadores Kristi Yamaguchi y Mark Ballas.
| Semana        | Baile / Canción                                | Puntajes de los jueces | Puntajes de los jueces | Puntajes de los jueces | Resultado        |
| Semana        | Baile / Canción                                | Inaba                  | Goodman                | Tonioli                | Resultado        |
| ------------- | ---------------------------------------------- | ---------------------- | ---------------------- | ---------------------- | ---------------- |
| 1             | Foxtrot / «Pride and Joy»                      | 7                      | 8                      | 7                      | Sin eliminación  |
| 2             | Mambo / «Lupita»                               | 9                      | 9                      | 9                      | Salvados         |
| 3             | Jive / «I Got a Woman»                         | 8                      | 7                      | 8                      | Salvados         |
| 4             | Vals vienés / «It's a Man's Man's Man's World» | 10                     | 9                      | 10                     | Salvados         |
| 5             | Rumba / «You're All I Need To Get By»          | 9                      | 9                      | 9                      | Salvados         |
| 6             | Chachachá / «Best of My Love»                  | 8                      | 8                      | 8                      | Salvados         |
| 6             | Grupo Country-western / «Cotton Eye Joe»       | Puntos extras no dados | Puntos extras no dados | Puntos extras no dados | Salvados         |
| 7             | Quickstep / «The Dirty Boogie»                 | 10                     | 9                      | 10                     | Salvados         |
| 7             | Pasodoble / «Heavy Action»                     | 9                      | 8                      | 9                      | Salvados         |
| 8             | Tango / «Tango Barbaro»                        | 10                     | 9                      | 10                     | Últimos salvados |
| 8             | Samba / «It Had Better Be Tonight»             | 8                      | 7                      | 8                      | Últimos salvados |
| 9 (Semifinal) | Foxtrot / «Let's Call The Whole Thing Off»     | 9                      | 10                     | 9                      | Salvados         |
| 9 (Semifinal) | Pasodoble / «El Gato Montes»                   | 9                      | 9                      | 9                      | Salvados         |
| 10 (Final)    | Chachachá / «Dancing on the Ceiling»           | 8                      | 8                      | 8                      | Salvados         |
| 10 (Final)    | Freestyle / «Miami»                            | 9                      | 9                      | 9                      | Salvados         |
| 10 (Final)    | Quickstep / «The Dirty Boogie»                 | 10                     | 10                     | 10                     | Segundo puesto   |

## Trabajo de caridad
En 2004, Taylor y su esposa Katina fundaron la Fundación Jason Taylor con el objetivo de mejorar las vidas de los niños en Florida del Sur. La fundación ha puesto en marcha la Sala de Lectura de Jason Taylor, un programa después de la escuela destinado a aumentar la alfabetización entre los niños del centro de la ciudad; renombró el centro de aprendizaje del hospital de los niños de Holtz como el «centro de aprendizaje de los niños de Jason Taylor»; proporcionó a once estudiantes de sexto grado becas universitarias a través de la organización Take Stock in Children; creó el programa «Big Screens-Big Dreams» para proyectar películas de inspiración para cientos de estudiantes atletas; y proporcionó a 60 niños certificados de compras de regreso a la escuela de $300 como parte del programa «Cool Gear for the Year».
Taylor también se ha asociado con Invicta Watch Group y su CEO, Eyal Lalo, en una serie de proyectos de caridad y se le dio la oportunidad de crear una colección de edición limitada de relojes. Dijo: «como entusiasta de relojes y coleccionista, estoy encantado de asociarme con Invicta en el desarrollo y lanzamiento de mi colección de relojes».

## Vida personal
Taylor y su esposa Katrina, que es la hermana de su excompañero de equipo Zach Thomas, tienen tres hijos: dos hijos Isaiah y Mason, y su hija Zoey. Katina solicitó el divorcio dos veces en 2006, citando diferencias irreconciliables y pidiendo la custodia de los niños, pero retiró las peticiones ambas veces. La familia vive en el suburbio de Plantation. La hermana de Taylor, Joy Taylor, es la moderadora de Skip and Shannon: Undisputed en Fox Sports 1.